# Butia
Butia,també conegut com a Palmeres Pindo és un gènere de palmeres (arecàcies) natiu d'Amèrica del Sud, al Brasil, Paraguai, Uruguai i Argentina. Moltes de les seves espècies fan fruits comestibles i de vegades se'n fan begudes alcohòliques.

## Taxonomia
- Butia archeri
- Butia campicola
- Butia capitata(Wine Palm, Jelly Palm, Pindo Palm)
- Butia catarinensis
- Butia eriospatha(Woolly Butia Palm)
- Butia exospadix
- Butia lallemantii
- Butia lepidotispatha
- Butia leptospatha
- Butia marmorii
- Butia matogrossensis
- Butia microspadix
- Butia odorata
- Butia paraguayensis(Dwarf Yatay)
- Butia pubispatha
- Butia purpurascens(Purple Yatay Palm)
- Butia stolonifera
- Butia witeckii
- Butia yatay(Yatay Palm)
- x Butyagrus nabonnandii; (Butia odorata x Syagrus romanzoffiana)

Són palmeres amb lesfulles palmades de 2-4 m de llarg. Hi ha espècies gairebé sense tija fins d'altres que fan 10 m d'alt.
Butia capitata destaca per ser una palmera molt resistent d'entre les palmades i suporta temperatures fins a 10 °C sota zero.